# Gabriele Tinti (poet)
Gabriele Tinti   (Jesi, 18 de desembre de 1979) és un poeta, escriptor i crític d'art italià.
Ha col·laborat amb el Museu J. Paul Getty, el Metropolitan Museum of Art, el Museu Britànic, el Museu d'Art del Comtat de Los Angeles i els Museus Capitolins, entre moltes altres institucions. Els seus poemes han estat recitats per actors com Abel Ferrara, Willem Dafoe i Kevin Spacey.

## Obra literària
- All Over (2013)
- Last Words (2016)
- The Earth Will Come to Laugh and to Feast (2020)
- Rovine (2021)
- Sanguinamenti (2022)
- Confessions (2023)
- Hungry Ghosts (2024)